# Erosaria acicularis
Erosaria acicularis är en snäckart som först beskrevs av Gmelin 1791.  Erosaria acicularis ingår i släktet Erosaria och familjen Cypraeidae. Inga underarter finns listade i Catalogue of Life.